# Nanocladius quadrivittatus
Nanocladius quadrivittatus är en tvåvingeart som beskrevs av Nitsuma 1991. Nanocladius quadrivittatus ingår i släktet Nanocladius och familjen fjädermyggor. Inga underarter finns listade i Catalogue of Life.